# Enrico Neckheim
Enrico Neckheim geboren als Herbert Erwin Neckheim (Weltevreden, 18 mei 1926 – Amsterdam, 19 september 1979) was een musicus en componist.

## Leven en werk
Neckheim werd geboren als zoon van de violist Erich Heinrich Neckheim (Oostenrijker) en de pianiste Maria Mara (Italiaanse). Enrico had een tweelingzus Erica. Zijn ouders waren op het moment van zijn geboorte op tournee, en Enrico zou zijn geboren op een schip voor de rede van Batavia. Later zijn zijn ouders gescheiden; vader vertrok naar Zuid-Amerika en zijn moeder is later waarschijnlijk naar Australië geëmigreerd met zijn tweelingzuster.
Enrico volgde het conservatorium, waar hij leerling zou zijn geweest van Kees van Baaren en Gerard Hengeveld. Hij werkte als pianist, begeleider van cabaret, en componist. Hij behoorde er min of meer bij de Pleiners. Een bekend tafereel is Enrico spelend op een in brand gestoken orgeltje bij Het Lieverdje. Enrico stelde een trio en een zanggroep samen en trad op voor radio en televisie. De nummers "Die Zomerdag", gezongen door Willeke Alberti en "De Meiden Van De Kermis", gezongen door Ciska Peters, waarvan hij de muziek had geschreven werden vaak op de radio uitgezonden. Hij werkte ook samen met Jef van der Heyden, die in Breda woonde, en schreef filmmuziek voor hem. Enrico heeft twee langspeelplaten opgenomen en twee singletjes.
In Amsterdam-Geuzenveld, waar Enrico in 1954-1957 met Henriette Helena de Lange woonde, kwam de jonge Ramses Shaffy langs, die pianoles van Enrico kreeg. Enrico werkte in zijn Amsterdamse tijd ook samen met filmmaker Pim de la Parra.
Enrico woonde ook regelmatig in Parijs, en is uiteindelijk naar Rio de Janeiro verhuisd, waar hij werkte als fotograaf. Daar woonde hij samen met Anne-Marie Christine Giemor en hun zoon Laurent Julien Neckheim. In Brazilië ontmoette Enrico o.a. Han Kloosterman. Toen Enrico naar Nederland terugkwam woonde hij in Breda en in Amsterdam. Hij overleed vrij snel na zijn terugkomst in 1979 te Amsterdam, waarschijnlijk aan een hartinfarct, en werd in stilte gecremeerd te Breda.

## Filmmuziek
- 1961: Reiziger zonder bagage (Anouilh, AVRO-TV)
- 1963: Fietsen naar de maan van Jef van der Heyden
- 1964: Spuit elf van Paul Cammermans
- 1967: Ongewijde aarde van Jef van der Heyden

## Langspeelplaten
- Enrico plays for Girls[6]
- Enrico's Vocal Six[7]

## Bekende nummers
- Die Zomerdag
- Kermismeiden

## Aan de Amsterdamse grachten
De muziek van het lied Aan de Amsterdamse grachten (1949) zou zijn geschreven door Enrico, maar is door Pieter Goemans ingeschreven bij Buma/Stemra. Zijn eerste ex-vrouw Henriette Helena de Lange bevestigt dit en geeft aan meegewerkt te hebben aan de tekst van dit bekende lied (persoonlijke mededeling van zoon Catello Massimo Neckheim). Volgens Gerard van Lennep zou Goemans de melodie van Enrico hebben gekocht, in ruil voor een donkerblauwe 2CV.